# 江淮溪蟹属
江淮溪蟹属（学名：Jianghuaimon）是溪蟹科的一属。

## 下属物种
本属包括以下物种：
- 大别江淮溪蟹 Jianghuaimon dabiense Zhao, Xu & Huang, 2022[2]